# Zeynep
Zeynep ist ein häufig vergebener türkischer weiblicher Vorname arabischer Herkunft. Die arabische Form des Namens ist Zainab.

## Namensträgerinnen
- Farah Zeynep Abdullah (* 1989), türkische Schauspielerin
- Zeynep Alkan (* 1998), türkische Schauspielerin
- Zeynep Ahunbay (* 1946), türkische Architekturhistorikerin
- Zeynep Bastık (* 1993), türkische Popmusikerin und Schauspielerin
- Zeynep Tuğçe Bayat (* 1990), türkische Schauspielerin
- Zeynep Beşerler (* 1979), türkische Schauspielerin
- Zeynep Bozbay (* 1992), deutsche Schauspielerin
- Zeynep Buyraç (* 1982), türkisch-österreichische Schauspielerin
- Zeynep Çamcı (* 1986), türkische Schauspielerin
- Zeynep Çizmeli Öğün (* 1969), türkische Klassische Archäologin und Numismatikerin
- Zeynep Değirmencioğlu (* 1954), türkische Filmschauspielerin
- Zeynep Dizdar (* 1976), türkische Popmusikerin
- Zeynep Elçin (* 1990), türkische Schauspielerin
- Zeynep Elibol (* 1964), türkisch-österreichische Pädagogin
- Zeynep Gedizlioğlu (* 1977), türkische Komponistin
- Zeynep Hansen (* 1973), türkisch-amerikanische Wirtschaftsprofessorin
- Zeynep Kankonde (* 1980), türkische Schauspielerin
- Zeynep Kınacı (Deckname Zilan; 1972–1996), kurdische Attentäterin
- Zeynep Kızıltan, türkische Archäologin
- Zeynep Koçak (* 1983), türkische Schauspielerin
- Zeynep Koçer (* 1998), türkische Schauspielerin
- Zeynep Koltuk (* 1981), türkische Schauspielerin
- Zeynep Kuray (* 1978), türkische Journalistin
- Zeynep Özkaya (* 1998), türkische Schauspielerin und Webvideoproduzentin
- Zeynep Sönmez (* 2002), türkische Tennisspielerin
- Zeynep Tokuş (* 1977), türkische Schauspielerin
- Zeynep Tufekci, türkisch-amerikanische Soziologin und Autorin
- Zeynep Yüksel (* 1948), türkisch-deutsche bildende Künstlerin